# Jared Machorro
Jared Machorro (Coldspring 24 de febrero de 1996) es un jugador de Fútbol americano estadounidense.

## Biografía
Destacó como tackle ofensivo en la Universidad Texas A&M-Commerce, donde se convirtió en uno de los linieros ofensivos más condecorados en la historia del programa.
Durante su etapa universitaria, Machorro participó en 41 juegos y fue reconocido 11 veces como All-American, incluyendo cuatro selecciones al Primer Equipo en su temporada senior. 
En 2017, fue nombrado Liniero Ofensivo del Año de la Lone Star Conference y contribuyó significativamente a que los Lions ganaran el Campeonato Nacional de la NCAA División II. Además, fue parte del equipo de atletismo de la universidad, compitiendo en disciplinas como disco, lanzamiento de bala, martillo y peso.
Machorro firmó como agente libre con los Indianapolis Colts. Participó en el minicampamento de novatos y fue oficialmente contratado en mayo de 2018.

## Vida personal
Desde 3 de junio de 2023 contrajo matrimonio con Jordan Machorro y actualmente tiene una hija llamada Joie Blake y dedica en una empresa llamada El Toro Auto Group en Texas.  